# NGC 6487
NGC 6487 é uma galáxia elíptica (E) localizada na direcção da constelação de Hercules. Possui uma declinação de +29° 50' 19" e uma ascensão recta de 17 horas, 52 minutos e 41,7 segundos.
A galáxia NGC 6487 foi descoberta em 28 de Julho de 1880 por Édouard Jean-Marie Stephan.